# یواس‌اس پی‌سی-۵۴۲
یواس‌اس پی‌سی-۵۴۲ (به انگلیسی: USS PC-542) یک زیردریایی بود. این زیردریایی در سال ۱۹۴۲ ساخته شد.